# Donggang (Taïwan)
Pour les articles homonymes, voir Donggang (homonymie).
Donggang (chinois traditionnel : 東港鎮 ; pinyin : Dōnggǎng Zhèn) est une commune du comté de Pingtung située sur l'île de Taïwan, en Asie de l'Est.

## Géographie

### Situation
Donggang est une commune urbaine de l'ouest du comté de Pingtung, sur l'île de Taïwan. Elle s'étend sur 29,463 5 km2, le long de la côte sud de l'île, au sud de la ville de Pingtung, capitale du comté.

### Démographie
Au 1er janvier 2017, la commune de Donggang comptait 48 097 habitants (1 632 hab./km2) dont 49,4 % de femmes.

### Hydrographie
La limite nord-ouest de la commune de Donggang est formée par le cours inférieur du fleuve Donggang. Ce cours d'eau, long de 44 km, prend sa source dans les monts Dawu qui constituent la partie Est du comté de Pingtung,.
Le Sud de la commune est en partie occupé par une large baie étroitement ouverte sur le détroit de Taïwan : la baie de Dapeng (en).